# Municipio de Nemaha (Kansas)
El municipio de Nemaha (en inglés: Nemaha Township) es un municipio ubicado en el condado de Nemaha en el estado estadounidense de Kansas. En el año 2010 tenía una población de 155 habitantes y una densidad poblacional de 1,69 personas por km².

## Geografía
El municipio de Nemaha se encuentra ubicado en las coordenadas 39°57′27″N 96°4′13″O / 39.95750, -96.07028. Según la Oficina del Censo de los Estados Unidos, el municipio tiene una superficie total de 91.78 km², de la cual 91,78 km² corresponden a tierra firme y (0 %) 0 km² es agua.

## Demografía
Según el censo de 2010, había 155 personas residiendo en el municipio de Nemaha. La densidad de población era de 1,69 hab./km². De los 155 habitantes, el municipio de Nemaha estaba compuesto por el 95,48 % blancos, el 4,52 % eran afroamericanos. Del total de la población el 4,52 % eran hispanos o latinos de cualquier raza.